# Hunsur
Hunsur is een stad in het district Mysore in de Indiase staat Karnataka. Voor de intrede van de auto had de stad de bijnaam Gaadi Palya, dat ruststation voor ossenwagens betekent. Hunsur ligt op een gemiddelde hoogte van 792 meter.
Hunsur is het bestuurscentrum van Hunsur Taluk, dat een deel is van het district Mysore.

## Geografie en toerisme
De rivier Lakshmana Thirtha verdeelt de stad in twee helften die zijn verbonden door twee bruggen.
In de directe omgeving ligt het natuurreservaat Nagarahole.

## Economie
In de omgeving van Hunsur bevinden zich tabaksplantages en in de stad zelf staat een tabaksbeurs. Een andere bron van werkgelegenheid is een koffiefabriek in de stad.
Verder staat Hunsur bekend om de handel in hout, in het bijzonder van teakhout, maar ook van bewerkt houd zoals multiplex.

## Demografie
In 2001 had Hunsur 43.893 inwoners, waarvan 51% mannen en 49% vrouwen. 12% van de bevolking was jonger dan 6 jaar. Hunsur had een alfabetiseringsgraad van 69%, waarvan 74% mannen en 63% vrouwen. Dit was hoger dan het landelijk gemiddelde van 59,5%.
Sinds de Tibetaanse diaspora medio 20e eeuw is er een nederzetting voor Tibetaanse vluchtelingen.